# 香坂のあ
香坂 のあ（こうさか のあ、1997年1月4日 - ）は、日本のAV女優。アトラクティブ所属。

## 略歴・人物
2020年5月、マドンナとプレミアムの2社からデビュー。なお、マドンナは専属とされたが出演は1本のみ。

## 出演作品

### アダルトDVD
- イイブランドには比例して、イイオンナが働いている―。 超有名高級ブランド店勤務 香坂のあ 25歳 AVデビュー!!（5月7日、マドンナ）
- 「週7、セックスしています。」 おじさん大好き 絶倫 敏感 即濡れ 美女 AVデビュー!（5月7日、PREMIUM）
- 120%リアルガチ軟派伝説 vol.86 in 川崎（7月17日、プレステージ）※オムニバス作品
- 絶叫! 人妻完全崩壊 ドマゾな人妻の子宮をイキ狂い破壊（7月19日、ドグマ）
- 「立派なオチ○ポしてるわね」 友達の母親は性欲モンスター! 童貞を奪われた僕（8月1日、VENUS）
- 超HYPER JUICY AWABI 残酷の恥辱公開色責めセレブ系 Film-01:女体惨劇ドキュメンタリー!!新人アナウンサー凌○アワー（8月25日、Baby Entertainment）
- ラグジュアリー&リッチ（9月13日、ミル）
- ガチナンパ! うぶ女子初めての素股体験! シレっと挿れても拒めない! 連続アクメ166回! 中出し11発! 5名+1名増量SP（9月15日、ピーターズ）※オムニバス作品
- 魔の媚肉激震貫通マシーン 淫壺に食い込み女を失神させる恐怖の突き上げピストン!! 痙攣を誘発するパープル・デビルに堕とされる7名の餌食（9月19日、Baby Entertainment）※オムニバス作品

- 絶対服従イラマチオ デカチン好きの人妻を喉奥追撃（1月14日、センタービレッジ）

### VR
2020年
- ガールズバーでやたらと視線が合うNo.1人気嬢が常連の目を盗んでこっそりキス… バイト終わりの彼女の部屋でラブラブSEX（6月26日、ナチュラルハイ）
- シンプルにヌケるが一番! 誘惑のボディーパーツを見抜けるVR。 猥褻痴女編（9月16日、MILU VR）※オムニバス作品

### アダルトサイト
「MGS動画」
2020年
- 【初撮り】【白く綺麗な美裸体】【増していく感度】お淑やかなスレンダー美女は激しいピストンがお好き。美尻を波打たせ、儚げな喘ぎ声が部屋に響く。 ネットでAV応募→AV体験撮影 1281（7月5日、シロウトTV）
- ラグジュTV 1275 『セフレを作ると浮気になってしまうので…』結婚2年目の若妻がセックスレスを理由にAV出演!オトナの色気とフェロモンを纏った色白ボディを震わせ何度も何度も膣中で絶頂を繰り返す!!（7月17日、ラグジュTV）※「玉城梨香子」名義
- セックスだけじゃ浮気じゃない!!→【天然ゆるふわ&ふわふわ国宝級美巨乳(G)&ブシュブシュ潮噴く完全ダム決壊おま●こ】×【見た目通り超絶ドM!!!男の要求を断れない完全従順キャラ】×【別宅で複数人のセフレと乱行パーティを開くダメダメ淫乱妻】×【浮気相手に仕込まれた(乱行&縛り&ムチ&ビンタ&首絞め&放尿etc)変態脳(常に脳イキ)】どれを取ってもポテンシャル最高峰のチ●コに支配された奥様に、生でドピュドピュ射(だ)しまくりの連続3連発!!!の巻き（7月26日、プレステージプレミアム）※「高坂もあ」名義
- ＜中出し速報＞胸糞注意!!けなげ系NTRの傑作!金持ち彼氏にタカる高飛車系イイ女かと思ったらNTR願望持ちの彼氏に身も心も捧げるイイ娘でした!変態カレシを満足させるために男優のアナルをイヤイヤ舐めたり、果ては不本意な中出しまでどっぷりイカレる鬱ボッキ確実回でっす〜!!（7月29日、NTR.net）※「サヤ」名義